# Kronprinzenwerk
Kronprinzenwerk er almindeligvis navnet til en encyklopædi i 24 bind om det østrig-ungarske rige i ord og billeder (deraf navnet Die österreichisch-ungarische Monarchie in Wort und Bild). Værket blev i 1883 bestilt af den østrig-ungarske tronfølger Rudolf.
Encyklopædien beskriver – ordnet efter Kronlande – lande, folk, landskaber og regioner i dobbeltmonarkiet. Det eksisterer på både tysk og ungarsk (Az Osztrák-Magyar Monarchia írásban és képben).
Værkets 24 bind udkom fra december 1885 til juni 1902 i 398 hefter fra forlaget K.u.K. Hof- og Statstrykkeri Wien. De rummer 587 bidrag på 12.596 tekstsider og derforuden 4.529 træstave. Bidrage blev forfattet af 432 medarbejdere, herunder kronprins Rudolf selv.

## Bind
- Bind 1: Wien und Niederösterreich, 1. del: Wien, 1886
- Bind 2: Übersichtsband, 1. del: Naturgeschichtlicher Theil, 1887
- Bind 3: Übersichtsband, 2. del: Geschichtlicher Theil, 1887
- Bind 4: Wien und Niederösterreich, 2. del: Niederösterreich, 1888
- Bind 5: Ungarn, Bind 1, 1888
- Bind 6: Oberösterreich und Salzburg, 1889
- Bind 7: Steiermark, 1890
- Bind 8: Kärnten und Krain, 1891
- Bind 9: Ungarn, Bind 2, 1891
- Bind 10: Das Küstenland (Görz, Gradiska, Trieste und Istrien), 1891
- Bind 11: Dalmatien, 1892
- Bind 12: Ungarn, Bind 3, 1893
- Bind 13: Tyrol und Vorarlberg, 1893
- Bind 14: Böhmen, Band 1, 1896
- Bind 15: Böhmen, Bind 2, 1896
- Bind 16: Ungarn, Bind 4, 1896
- Bind 17: Mähren und Schlesien, 1897
- Bind 18: Ungarn, Bind 5, 1. Abtheilung, 1898
- Bind 19: Galicien, 1898
- Bind 20: Bukowina, 1899
- Bind 21: Ungarn, Bind 5, 2. Abtheilung, 1900
- Bind 22: Bosnien und Hercegowina, 1901
- Bind 23: Ungarn, Bind 6, 1902
- Bind 24: Croatien und Slavonien, 1902